# Victor Rendu
Pour les articles homonymes, voir Rendu (homonymie).
Louis Marie Victor Rendu est un ampélographe français, né à Maisons-Alfort le 3 mai 1809 et mort à Paris VIe le 11 juin 1877.

## Biographie
Petit-fils, par sa mère, de l'agronome Victor Yvart (1764-1831), membre de l'Institut, et neveu d'Ambroise Rendu, l'un des organisateurs de l'Université sous l'Empire, Victor Rendu était inspecteur général de l'agriculture.
Il écrivit de nombreux ouvrages de vulgarisation, dont certains en collaboration avec son cousin germain Ambroise Rendu (1820-1864), avocat au Conseil d'État et à la Cour de cassation. Son ouvrage, désormais de référence, sur l'ampélographie est le résultat de quinze années d'inspection, de l'étude sur les lieux mêmes des vignobles les plus renommés.
Il est le père du médecin Henri Rendu (1844-1902), né de son mariage avec Stéphanie Rouillard (1822-1908), fille du peintre Jean-Sébastien Rouillard.

## Publications
- Agriculture du département du Nord. in 8°.
- Agriculture du département du Tarn. In 8°.
- Culture des plantes de l'Alsace. Traduction in 8°.
- Agriculture du royaume Lombardo-Vénitien. Traduction in 8°.
- De la Maladie de la Vigne. In 8°.
- Ampélographie française comprenant la statistique, la description des meilleurs cépages, l'analyse chimique du sol, et les procédés de culture et de vinification des principaux vignobles de la France, Paris, Masson, 1857, 2e éd. (lire en ligne)L'ampélographie avait d'abord paru dans une version très abrégée en 1854 avec seulement 160 pages. La même version reparut en 1857. In-folio avec planches.
- Zoologie descriptive. 2 vol. in-12.
- Le Christ dans ses Souffrances. In-12.
- Psaumes de David. Traduction nouvelle in-18.
- L'Intelligence des Bêtes. In-12.
- Mœurs pittoresques des Insectes. In-12.
- Petit Traité de Culture maraîchère. In-32.
- La Basse-Cour. In-32.
- Les Abeilles. In-32.
- Notions élémentaires d'Agriculture. In-18.
- Les Animaux de la France. Ouvrage contenant 258 gravures. Paris, Hachette, 1875.
- Essai d'Entomologie appliquée à l'Agriculture.
- etc.